# Эпсилон Андромеды
Эпсилон Андромеды (лат. ε Andromedae), 30 Андромеды (лат. 30 Andromedae), HD 3546 — одиночная звезда класса жёлтый гигант в созвездии Андромеды. Видимая звёздная величина — приблизительно 4,37.
Считается, что Эпсилон Андромеды относится к группе звёзд RC (красное сгущение) в фазе горения гелия в ядре. Её орбита в Млечном Пути имеет большой эксцентриситет, что является причиной быстрого движения звезды по отношению к Солнцу и соседним звёздам.

## Названия
На китайском 奎宿 (Kuí Sù) означает «Ноги» и относится к астеризму, состоящему из ε And, η And, 65 Psc, ζ And, δ And, π And, ν And, μ And, β And, σ Psc, τ Psc, 91 Psc, υ Psc, φ Psc, χ Psc и ψ¹ Psc. Следовательно, сама Эпсилон Андромеды известна как 奎宿四 (Kuí Sù sì, англ. the Fourth Star of Legs) — «четвёртая звезда в ногах».